# Талаганте (провінція)
Провінція Талаганте (ісп. Provincia de Talagante) — провінція у Чилі у складі області Сантьяго. Адміністративний центр — Талаганте. Складається з 5 комун. Територія — 581,8 км². Населення — 217 449 осіб. Щільність населення — 373,75 осіб/км².

## Географія

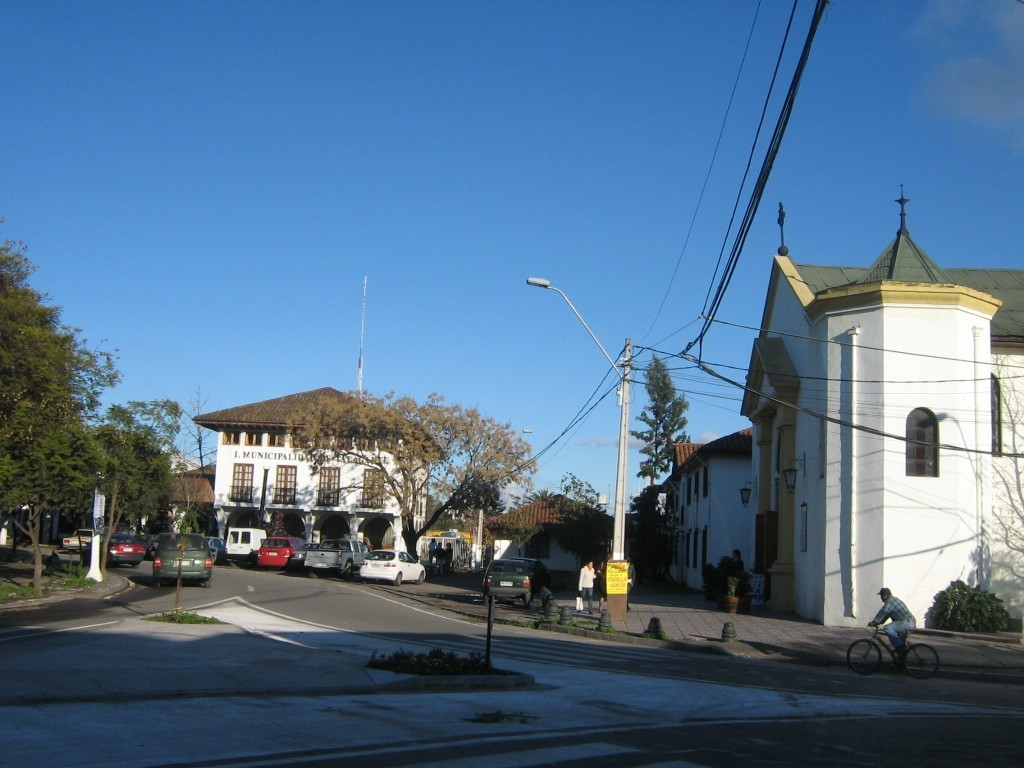
У центрі міста Талаганте

Провінція розташована у центральній частині області Сантьяго.
Провінція межує:
- На півночі — провінції Сантьяго
- На сході — провінція Майпо
- На півдні — провінція Майпо
- На заході — провінції Меліпілья

## Адміністративний поділ
Провінція складається з 5 комун:
- Ісла-де-Майпо. Адміністративний центр — Ісла-де-Майпо.
- Ель-Монте. Адміністративний центр — Ель-Монте.
- Падре-Уртадо. Адміністративний центр — Падре-Уртадо.
- Пеньяфлор. Адміністративний центр — Пеньяфлор.
- Талаганте. Адміністративний центр — Талаганте.